# Serhij Woroneżski
Serhij Petrowycz Woroneżski (ukr. Сергій Петрович Воронежський, ros. Сергей Петрович Воронежский, Siergiej Pietrowicz Woronieżski; ur. 25 czerwca 1967 w Chersoniu) – ukraiński piłkarz, grający na pozycji pomocnika, a wcześniej obrońcy.

## Kariera piłkarska

### Kariera klubowa
Wychowanek DJuSSz-3 Chersoń. Pierwsze trenerzy - Kuzowenkow, Hryszkow. W 1984 rozpoczął karierę piłkarską w podstawowej jedenastce Krystału Chersoń. W latach 1986–1988 "odbywał" służbę wojskową w SKCzF Sewastopol, po czym powrócił do Krystału Chersoń. W maju 1992 został zaproszony do Tawrii Symferopol, a 19 maja 1992 roku debiutował w Wyszczej Lidze w meczu z Czornomorcem Odessa (0:0). Na początku 1993 przeniósł się do Czornomorca Odessa, a latem powrócił do chersońskiego klubu. Latem 1994 został piłkarzem Polissia Żytomierz, w barwach którego zakończył karierę piłkarską na profesjonalnym szczeble. Potem jeszcze występował w zespołach amatorskich, m.in. Tawrija Nowotrojićke i KZEZO Kachowka.

## Sukcesy i odznaczenia

### Sukcesy klubowe
- mistrz Ukrainy: 1992
- brązowy medalista Mistrzostw Ukrainy: 1993

### Odznaczenia
- nagrodzony tytułem Mistrza Sportu Ukrainy: 1992